# 201 Penelope
Penelope /pɪˈnɛləpiː/ (định danh hành tinh vi hình: 201 Penelope) là một tiểu hành tinh lớn ở vành đai chính. Ngày 7 tháng 8 năm 1879, nhà thiên văn học người Áo Johann Palisa phát hiện tiểu hành tinh Penelope khi ông thực hiện quan sát ở Pola và đặt tên nó theo tên Penelope, vợ của Odysseus trong sử thi Odyssey của Homer. Đây là tiểu hành tinh thứ 17 do ông phát hiện.